# Helen Sjöström
Helen Sjöström är en svensk före detta fotbollsspelare.
Sjöström spelade i Jakobsbergs GoIF under andra halvan av 1970-talet och början av 1980-talet, innan hon 1982 gick till Gais. I Gais tilldelades hon samma år Hedersmakrillen som årets bästa spelare.